# Glatte Nadelschnecke
Die Glatte Nadelschnecke (Platyla polita, Syn.: Acicula polita), auch Glatte Mulmnadel ist eine auf dem Land lebende Schneckenart aus der Familie der Mulmnadeln (Aciculidae) in der Ordnung Architaenioglossa („Alt-Bandzüngler“).

## Merkmale
Das Gehäuse misst 2,6 bis 3,4 mm (2,4 bis 3,85 mm) in der Höhe und 1,05 bis 1,25 mm (1,05 bis 1,35 mm) in der Breite (= Dicke'). Es ist zylindrisch-turmförmig mit 5½ bis 6½ Windungen und stumpfem Apex. Die Umgänge sind flach gewölbt und sind durch eine tiefe Naht voneinander abgesetzt. Sie Seitenlinie ist annähernd gerade. Der letzte Umgang steigt in der Nähe der Mündung aus der Spirallinie etwas an. Die rotbraune Schale ist sehr stabil und durchsichtig. Die Oberfläche ist glatt und beim lebenden Tier stark glänzend. Leere Gehäuse werden aber rasch milchigtrüb. Die Mündung ist oval mit einem nur schwach verstärkten Mundrand. Innen ist eine schwache Lippe ausgebildet sowie ein kräftiger, glatter Nackenwulst, der nach hinten (innen) steil abfällt.
Der Weichkörper des Tieres ist hell und durchscheinend, die Fühler dunkelgrau bis schwarzgrau. Sie scheinen durch die Schale hindurch, wenn das Tier sich in das Gehäuse zurückgezogen hat.

### Ähnliche Arten
Das Gehäuse der Glatten Nadelschnecke ist etwas größer und dicker als das Gehäuse der Zierlichen Mulmnadel (Platyla gracilis), und der Nackenwulst ist breiter. Die Art bewohnt im Gegensatz zur Gestreiften Mulmnadel (Platystyla lineata) etwas feuchtere Standorte.

## Geographische Verbreitung und Lebensraum
Das Verbreitungsgebiet der Art erstreckt sich von Spanien, Frankreich, Deutschland, der Schweiz, Österreich, Tschechien, Polen, der Slowakei und Ungarn bis nach Westrussland und in die Ukraine, allerdings in meistens kleinen, nicht zusammen hängenden Vorkommen. Die meisten Nachweise werden im Alpenraum und entlang des Rheins gemeldet. Das südlichste Vorkommen ist im westlichen Nordafrika, die nördlichsten Vorkommen in Dänemark, Südschweden (Schonen) und im Osten bis Litauen und Westrussland (St. Petersberg). Im Südosten ist die Art bisher bis nach Rumänien und Bulgarien nachgewiesen. Im mittleren Pleistozän kam die Art auch in England vor.
Die Art bevorzugt mäßig feuchte Wälder oder Geröllhalden, wo sie unter der Laubstreu, Totholz, unter Steinen oder Moos auf eher basische Böden lebt.

## Taxonomie
Das Taxon wurde von Johann Daniel Wilhelm Hartmann 1840 als Truncatella (Pupula) acicularis polita erstmals beschrieben. Die Art ist in der älteren Literatur häufig als Acicula polita (z. B. Bogon (1990)) oder als Acicula (Platyla) polita zu finden (z. B. in Kerney u. a.(1983)). Inzwischen ist aber Platyla Moquin-Tandon, 1856 allgemein als eigenständige Gattung anerkannt; die Art wird in der neueren Literatur einheitlich als Platyla polita bezeichnet.

## Gefährdung
In Deutschland ist die Art gefährdet. In der Schweiz ist die Art potenziell gefährdet (Kategorie 3) und in der Südschweiz bereits gefährdet. In Kärnten wird die Art in die Kategorie 2 eingestuft, d. h., sie ist dort stark gefährdet.
Insgesamt betrachtet schätzt die IUCN jedoch die Art als „Least Concern“ (= nicht gefährdet) ein.

## Belege

### Online
- Animal Base - Platyla polita (Draparnaud, 1801)